# Ampiezza di scattering
In fisica quantistica, l'ampiezza di scattering (o ampiezza di diffusione) è l'ampiezza di probabilità dell'onda sferica prodotta dall'interazione di un'onda piana con una particella puntiforme.
Il processo di scattering è descritto dalla funzione d'onda
{\displaystyle \psi (\mathbf {r} )=e^{i\mathbf {k\cdot r} }+f(\theta ){\frac {e^{ikr}}{r}}\;,}
dove {\displaystyle \mathbf {r} \equiv (x,y,z)} è il vettore posizione con {\displaystyle r\equiv \lVert \mathbf {r} \rVert }; {\displaystyle e^{i\mathbf {k\cdot r} }}  è l'onda piana incidente con vettore d'onda {\displaystyle \mathbf {k} } ({\displaystyle k\equiv \lVert \mathbf {k} \rVert }); {\displaystyle e^{ikr}/r} è l'onda sferica diffusa; θ è l'angolo di scattering; {\displaystyle f(\theta )} è l'ampiezza di scattering. La dimensione dell'ampiezza di scattering è la lunghezza.
L'ampiezza di scattering è un'ampiezza di probabilità; la sezione d'urto differenziale in funzione dell'angolo di scattering è data dal suo modulo al quadrato,
{\displaystyle {\frac {d\sigma }{d\Omega }}=|f(\theta )|^{2}\;.}

## Sviluppo in onde parziali
Nello sviluppo in onde parziali l'ampiezza di scattering è rappresentata da una sommatoria sulle onde parziali,
{\displaystyle f=\sum _{\ell =0}^{\infty }(2\ell +1)f_{\ell }P_{\ell }(\cos \theta )},
dove {\displaystyle f_{\ell }} è l'ampiezza di scattering parziale e {\displaystyle P_{\ell }} sono i polinomi di Legendre.
L'ampiezza parziale può essere espressa tramite l'elemento di onda parziale della matrice S {\displaystyle S_{\ell }} ({\displaystyle =e^{2i\delta _{\ell }}}) e lo sfasamento di scattering {\displaystyle \delta _{\ell }} come
{\displaystyle f_{\ell }={\frac {S_{\ell }-1}{2ik}}={\frac {e^{2i\delta _{\ell }}-1}{2ik}}={\frac {e^{i\delta _{\ell }}\sin \delta _{\ell }}{k}}={\frac {1}{k\cot \delta _{\ell }-ik}}\;.}
Allora la sezione d'urto differenziale è data da
{\displaystyle {\frac {d\sigma }{d\Omega }}=|f(\theta )|^{2}={\frac {1}{k^{2}}}\left|\sum _{\ell =0}^{\infty }(2\ell +1)e^{i\delta _{\ell }}\sin \delta _{\ell }P_{\ell }(\cos \theta )\right|^{2}},
e la sezione d'urto totale diventa
{\displaystyle \sigma =2\pi \int _{0}^{\pi }{\frac {d\sigma }{d\Omega }}\sin \theta \,d\theta ={\frac {4\pi }{k}}\operatorname {Im} f(0)},
dove {\displaystyle \operatorname {Im} f(0)} è la parte immaginaria di {\displaystyle f(0)}. Questa uguaglianza prende il nome di teorema ottico.

## Raggi X
La lunghezza di scattering per i raggi X è la lunghezza di scattering di Thomson (o il raggio classico dell'elettrone).

## Neutroni
Il processo di scattering di neutroni nucleari dipende dalla lunghezza di scattering neutronica spesso rappresentata da {\displaystyle b}.

## Formalismo quantistico
Un approccio quantistico è dato dal formalismo della matrice S.